# Grev Dracula
 For alternative betydninger, se Dracula. (Se også artikler, som begynder med Dracula)
Grev Dracula er en fiktiv figur, som er hovedpersonen i Bram Stokers roman Dracula fra 1897. Bogen har dannet udgangspunkt for mange andre romaner og noveller samt et stort antal vampyrfilm. I romanen er Dracula en transsylvansk vampyrgreve, der i århundreder har overlevet ved at suge blod af andre mennesker. Dracula rejser til England, hvor han møder og jagtes af professor Van Helsing.
Man har troet, at Bram Stoker var inspireret af den rumænske fyrste Vlad Draculas liv. Nyere forskning har imidlertid vist, at dette næppe var tilfældet. Stoker stødte bare på navnet og brugte det til den roman, han allerede var i gang med. Associationen har dog fortsat stor betydning for rumænsk turisme.

## Skønlitteratur
- Bram Stoker: Dracula (1897)
- Bram Stoker: Dracula's Guest (1914)
- Dennis Jürgensen: Brædder til Draculas kiste (1984)
- Kim Newman: Anno Dracula (1992)
- Kim Newman: The Bloody Red Baron (1996)
- Kim Newman: Dracula Cha Cha Cha (1998)
- Dacre Stoker og Ian Holt: Dracula: The Un-Dead (2009)
- Hanna Lützen: Vlad (1995)
- Carsten Overskov: Dracula – Dræberen – Portræt af en massemorder (1989)

## Udvalgte film
- Nosferatu, eine Symphonie des Grauens (1922), med Max Schreck som Dracula / Graf Orlok
- Dracula (1931), med Bela Lugosi som Dracula
- Son of Dracula (1943), med Lon Chaney Jr. som Dracula
- House of Dracula (1945), med John Carradine som Dracula
- Dracula (1958), med Christopher Lee som Dracula
- Blood for Dracula (1974), med Udo Kier som Dracula
- Nosferatu: Phantom der Nacht (1979), med Klaus Kinski som Dracula
- Dracula (1979), med Frank Langella som Dracula
- Bram Stoker's Dracula (1992), med Gary Oldman som Dracula
- Dracula: Dead and Loving It (1995), med Leslie Nielsen som Dracula
- Dracula 2000 (2000), med Gerard Butler som Dracula
- Shadow of the Vampire (2000), med Willem Dafoe som Max Schreck, der spiller Orlok
- Van Helsing (2004), med Richard Roxburgh som Dracula
- Blade: Trinity (2004), med Dominic Purcell som "Drake" / Dracula
- Dracula Untold (2014), med Luke Evans som "Vlad" / Dracula

## Tv-serier
- Draculas ring (1978), med Bent Børgesen som Dracula
- Dracula (2020), Netflix-serie med Claes Bang som Dracula

## Faglitteratur

### På dansk
- Gabriel Ronay: Draculamyten (Thaning & Appel, 1974)
- Dan Turèll: Alverdens Vampyrer (Borgen, 1978)
- Per Borgaard: Mysteriet om Dracula (Gyldendal, 1989)
- Niels K. Petersen: Blå bog: Dracula (Politiken 23.1.1993)
- Nicolas Barbano: Dracula (Politiken 23.1.1993)
- Nicolas Barbano: Hammers Dracula + Bram Stoker's Dracula (Inferno nr. 1, 1993)
- Jim Pipe: På sporet af Dracula (Klematis, 1995)

### Udenlandsk
- Raymond T. McNally & Radu Florescu: In Search of Dracula (1972)
- Gabriel Ronay: The Dracula Myth (1972)
- Leonard Wolf: The Annotated Dracula (1975)
- Raymond T. McNally & Radu Florescu: The Essential Dracula (1979)
- Leonard Wolf: The Essential Dracula (1993)
- Clive Leatherdale: Dracula Unearthed (1998)
- Elizabeth Miller: Dracula – Sense & Nonsense (2000)
- Leslie S. Klinger (red.): The New Annotated Dracula (2008)
- Bram Stoker: Bram Stoker's Notes for Dracula: A Facsimile Edition (2008)
- Elizabeth Miller (red.): Bram Stoker's Dracula: A Documentary Journey into Vampire Country and the Dacula Phenomenon (2009)